# Uivar
Uivar (Újvár en hongrois, Neuburg an der Bega en allemand) est une commune roumaine du Județ de Timiș, dans la région historique de Transylvanie. Elle est composée des quatre villages suivant :
- Uivar
- Pustiniş
- Răuţi
- Sânmartinu Maghiar

Deux autres villages, ceux de Otelec et de Iohanisfeld, qui faisaient partie de la commune de Uivar depuis 1968 sont rattachés depuis 2008 à la commune de Otelec.

## Confession
Au recensement de 2002, 53 % étaient de confession orthodoxe, 31,1 % catholique, 9,1 % gréco-catholique et 3,9 % pentecostal.